# 莊韻澄
莊韻澄（英語：Xenia Chong Wan Ching，1981年10月23日—），香港女藝人、主持人、模特兒及演員，原名莊端兒。2013-15年度《香港珠寶小姐》季軍及最親善小姐。

## 簡歷
莊韻澄早年曾就讀德貞小學（小一至小四）和嘉諾撒培德學校（小五至小六；1993年），2013年參選2013-15年度《香港珠寶小姐》，並獲得季軍及最親善小姐。2016年，她推出第一本寫真集《As She Was Born》，2018年在網絡傳媒平台「杜汶澤喱騷」主持節目受到注目，2019年在都市卓越品牌大獎2018中，更獲得「網上最具人氣女主播」大獎。2020年7月宣布由「莊端兒」正式改名為「莊韻澄」。
2020年11月，莊韻澄與圈外男友呂成忠簽紙結婚。，同年12月宣佈懷孕三個月，2021年3月，誕下兒子呂崇滈 (乳名：波子)。
2022年6月尾，莊韻澄原本再次宣佈懷孕四個月，預計為女兒胎兒一切安好，但鑒於在社交平台指出，在她的胎兒染色體T13出現問題，患有巴陶氏症；為免影響正常健康，決定終止懷孕手術。
2024年7月，莊韻澄於社交媒體宣佈和丈夫離婚。

## 演出作品

### 電影
| 上映年份 | 電影名稱                         | 角色           |
| 2019年   | 如珠如寶                         | 波波姐         |
| 2019年   | 最佳男友進化論 (前名:男神訓練營) | 莎莎           |
| 2020年   | 墮落花                           | April          |
| 2021年   | 女人街，再見了                   | 李子慧（林太） |
| 2022年   | 正義迴廊                         | 邵佩瓊         |
| 2023年   | 死屍死時四十四                   | 張就之妻子     |
| 2024年   | 不是你不愛你                     | Sharon Cheung  |
| 2025年   | 麻雀女王追男仔                   |                |

### 電視劇（ViuTV）
| 播放年份 | 劇名               | 角色   |
| 2025年   | 弊傢伙！我要去祓魔 | 陳丹心 |

### 微電影
- 娃娃
- 阿鴻小吃
- 愛情真人SHOW
- 心聲
- 不宅手段
- 給爸爸的清單

### 主持節目
| 節目名稱                | 頻道           |
| 《壹鳩大事回顧》        | 杜汶澤喱騷     |
| 《為何深夜總是餓》      | 杜汶澤喱騷     |
| 《隱世廚神》（第1-4集） | 亞洲電視       |
| 《Show肌》              | ViuTV          |
| 《吃掉前男友》          | ViuTV          |
| 《C Hing 祠堂》         | 香港電台第二台 |

### 獎項
- 2013 - 2015年度香港珠寶小姐季軍及最上鏡小姐。
- 2014年榮獲香港時裝雜誌Jessica Code模特兒大賽亞軍。

### 廣告
- 2014年：Canon「FlexWorkflow 流程管理方案」

### 寫真集
- 2016年：《As She Was Born》（ISBN 978-988774680-5）